# فرانك كلارك (لاعب كرة قدم)
فرانك كلارك (بالإنجليزية: Frank Clark)‏ (9 سبتمبر 1943 في المملكة المتحدة - ) هو مدرب كرة قدم ولاعب كرة قدم بريطاني في مركز الظهير. لعب مع نوتينغهام فورست ونيوكاسل يونايتد وكروك تاون ‏.

## وصلات خارجية
- فرانك كلارك على موقع قاعدة بيانات كرة القدم.إي يو (الإنجليزية)
- فرانك كلارك على موقع Soccerbase.com (لاعب) (الإنجليزية)
- فرانك كلارك على موقع Soccerbase.com (مدرب) (الإنجليزية)
- فرانك كلارك على موقع عالم كرة القدم.نت (الإنجليزية)